# Joanna la Beltraneja
Joanna la Beltraneja, księżniczka Joanna Kastylijska, hiszp. Juana de Castilla, port. Joana de Trastâmara (ur. 28 lutego 1462, w Madrycie, zm. 12 kwietnia 1530, w Lizbonie) – księżna Asturii, później królowa Portugalii.

## Życiorys
Jej narodzenie spowodowało skandal na dworze kastylijskim. Jej matką była Joanna, księżniczka portugalska i królowa Kastylii jako żona króla Henryka IV Bezsilnego. Joanna była jedynym dzieckiem Henryka IV Kastylijskiego. Król przyrzekł szlachcie kastylijskiej przywileje w zamian za ich obietnicę, że wspomogą Joannę la Beltraneja jako królową Kastylii.

### Małżeństwo
Po kilku nieudanych zaręczynach z francuskimi i burgundzkimi książętami, Joanna została zaręczona ze swoim wujem - królem Portugalii, Alfonsem V Afrykańczykiem, który obiecał uroczyście bronić jej praw do korony Kastylii.
Henryk IV zmarł w 1474, a wtedy nikt jednak nie stanął po stronie Joanny i korona powędrowała do Izabeli I Kastylijskiej, jej ciotki. W tym samym roku, 30 maja, Alfons V poślubił Joannę w Plasencji i rozpoczął przygotowania do walki. W 1476  najechał on Kastylię, ale poniósł klęskę w bitwie pod Toro, z ręki Ferdynanda II Aragońskiego – męża Izabeli. Alfons zawarł przymierze z królem Francji, ale wszystko bezskutecznie. W 1479 zawarł pokój z katolickimi królami.
Małżeństwo Joanny i Alfonsa zostało anulowane przez papieża, z powodu zbyt bliskich relacji rodzinnych. Joanna do dnia śmierci podpisywała swoje listy "Królowa" (La Reina) i uważała, że została oszukana. Jej ciotka ostatecznie wysłała ją do klasztoru Świętej Klary, w Coimbrze.